# Hahnia corticicola
Hahnia corticicola là một loài nhện trong họ Hahniidae.
Loài này thuộc chi Hahnia. Hahnia corticicola được Friedrich Wilhelm Bösenberg & Embrik Strand miêu tả năm 1906.